# Domingo Salazar y Cólogan
Domingo Salazar de Frías y Cólogan, nació en La Orotava, Canarias el 16 de noviembre de 1880, con su hermano Tomás cursó estudios en el Instituto de Canarias de la Laguna. Era hijo de Esteban Salazar de Frías y Ponte y de Laura Cólogan Cólogan. 
Cursó estudios de Derecho con los Padres Agustinos de El Escorial e igualmente fue alumno de la Universidad de Bonn donde estudió filosofía e idiomas. Fue administrador del Jardín Botánico del Puerto de la Cruz. Fue presidente del Cabildo Insular de Tenerife desde el 3 de abril de 1920 al 29 de enero de 1924 y falleció en la Villa el 5 de junio de 1939 por párkinson. Domingo contrajo matrimonio en La Orotava, el 28 de octubre de 1910, con María de Ascanio y Méndez de Lugo, del que nacieron seis hijos, continuándose el apellido familiar, a través de sus hijos varones.
- Datos: Q5812910